# Alexander Malachovsky
Alexander Malachovsky (20 de agosto de 1922 - 30 de noviembre de 1989) fue un actor y director radiofónico y televisivo alemán de origen húngaro.

## Biografía
Su nombre completo era Alexander Josef Malachovsky, aunque también era conocido con las grafías Malachowsky y von Malachovsky, y nació en Budapest, Hungría. Desde el año 1952 actuó con regularidad en papeles de reparto de producciones cinematográficas y televisivas. Su papel más destacado fue el de Fritz Wunder en varios episodios de la serie televisiva Königlich Bayerisches Amtsgericht. Además actuó en diferentes episodios de las series televisivas criminales Derrick y Der Alte.
Desde la década de 1960 participó con mayor frecuencia en producciones dramáticas radiofónicas, y a partir de la siguiente trabajó igualmente en grabaciones discográficas. Entre las producciones en las cuales participó figuran las relacionadas con el personaje Pumuckl. Tras la temprana muerte del director Jan Alverdes, Malachovsky trabajó con Willy Purucker, Alfred Pongratz y Gustl Bayrhammer en las emisiones relativas a Pumuckl. Además, en dos episodios de la serie televisiva Pumuckl interpretó a un policía junto al actor Wolfgang Klein. Malachovsky fue también director de los episodios 5 a 16 de la serie escrita por Michael Koser Der letzte Detektiv, emitida por Bayerischer Rundfunk.
Alexander Malachovsky falleció el 30 de noviembre de 1989 en Múnich, Alemania. Tenía 67 años de edad. Fue enterrado en el Cementerio Waldfriedhof de Múnich.

## Filmografía
- 1952 : Die schöne Tölzerin
- 1955 : Admiral Bobby (telefilm)
- 1963 : Das Kriminalmuseum (serie TV), episodio Zahlencode N
- 1965 : Das Kriminalmuseum (serie TV), episodio Der Brief
- 1965 : Sie schreiben mit (serie TV), episodio Die Entscheidung
- 1966 : Das Geld liegt auf der Straße (telefilm)
- 1969 : Königlich Bayerisches Amtsgericht (serie TV), episodios Der Atheist, Die Polizeistund y Concordia
- 1970 : Blaues Wild (telefilm)
- 1970 : Königlich Bayerisches Amtsgericht (serie TV), episodio Der zerbrochene Maßkrug
- 1971 : Königlich Bayerisches Amtsgericht (serie TV), episodio Die Verwechslung
- 1973 : Mordkommission (serie TV), episodio Mutter Zwilcher
- 1975 : Der Komödienstadel  (serie TV), episodio Thomas auf der Himmelsleiter
- 1976 : Derrick (serie TV), episodios Pecko y Der Tod des Trompeters
- 1977 : Aufforderung zum Tanz (telefilm)
- 1977 : Die seltsamen Abenteuer des Herman van Veen (serie TV)
- 1979 : Die Überführung (telefilm)
- 1979 : Der Komödienstadel (serie TV), episodio Der Geisterbräu
- 1985 : Der Alte (serie TV), episodio Flüstermord
- 1987 : Der Alte (serie TV), episodio Die letzte Nacht
- 1988 : Der Fahnder (serie TV), episodio Der Favorit
- 1989 : Der Alte (serie TV), episodio Ausgestiegen

## Radio (selección)
Director
- 1970 : Herbert Achternbusch: Hörspiel in München und am Starnberger See
- 1971 : Jean-Robert Lestienne: Ein Toter, kein Täter, con Claus Biederstaedt, Karin Hübner y Jürgen Goslar
- 1971 : Claude Dufresne: Das Huhn mit den goldenen Eiern, con Reiner Schöne, Helga Trümper, Peter Fricke, Claudia Wedekind, Hansjörg Felmy, Werner Kreindl y Manfred Seipold
- 1978 : Elfriede Jelinek: Die Jubilarin, con Günther Schramm y Maria Englstorfer.
- 1978 : André Müller: Robinsonade in O
- 1978 : Isolde Sammer:  Requiem für einen treusorgenden Gatten
- 1979 : Helmuth M. Backhaus: Der Fall Dr. Crippen, con Herbert Fleischmann, Michael Hinz y Harald Leipnitz
- 1980 : Helmuth M. Backhaus: Die Scotland Yard Story (documental), con Heinz Drache, Erich Hallhuber, Eva-Maria Meineke, Günther Sauer y Lilian Westphal
- 1980 : Jürgen Runau: Der Schatten des Balles war aus
- 1981 : Fritz Meingast: Gespräche in Wiener Neustadt
- 1981 : Jürgen Runau: Das Tierheim
- 1981 : Traugott Krischke:  Angaben zur Person des Zeugen Josef von Horváth
- 1981 : Jean Horivan: Morgen dreh' ich mich um
- 1981 : Horst Schlötelburg: Ein Taxi für den nächsten
- 1981 : Jürgen Thorwald:  Das Jahrhundert der Detektive 5: Ein tragischer Unfall, con Herbert Fleischmann, Mario Andersen, Christian Marschall y Günther Sauer
- 1982 : Christiane Adam: Reisevorbereitungen
- 1982 : Hans Breinlinger: Das Weihnachtsorakel, con Hans Breinlinger, Erika Wackernagel, Cornelia Glogger, Georg Späth y Ulf Jürgen Wagner
- 1982 : Rudolf Adamek: Das sechste Programm
- 1982 : Alfons R. Krieglsteiner:  Wie der Bayerische Wald zu Afrika kam
- 1983 : Meir Lubor Dohnal: Der Adler
- 1983 : Pavel Juracek: Zu den drei Echos
- 1983 : Fritz Meingast: SS-Strafgefangener 2343/44
- 1984 : Wolfgang Jeschke:  Wir kommen auf Sie zu, Mister Smith
- 1984 : Anita Mally: Das Geschenk
- 1984 : Fritz Meingast: Angriff der Haie
- 1984 : Jürgen Runau: Die Eigenart der Pfifferlinge
- 1985 : Karel Čapek: Der Tod des Archimedes
- 1985-1989 : Michael Koser: Der letzte Detektiv (episodios 5 a 16)
- 1986 : Helmut Metzger: Versichert
- 1986 : Streng vertraulich
- 1987 : Roland Waitz: Die Faschingsprinzessin

Locutor
- 1953 : Käthe Olshausen: Abdallah und sein Esel, dirección de Hanns Cremer, con Heinz Rühmann, Axel von Ambesser, Bum Krüger, Helen Vita y Heinz Leo Fischer
- 1955 : Josef Martin Bauer: Dr. Dr. Hippolyt Leibetseder, dirección de Helmut Brennicke
- 1957 : Leopold Ahlsen: Die Ballade vom halben Jahrhundert, dirección de Heinz-Günter Stamm
- 1961 : Georges Simenon: Maigret und die Bohnenstange, dirección de Heinz-Günter Stamm, con Gert Westphal, Paul Dahlke, Rolf Boysen, Hanne Wieder, Hans Clarin, Hanns Ernst Jäger y Gertrud Spalke[2][3]
- 1961 : Roderick Wilkinson: Der große Fang (episodio 8), dirección de Fritz Benscher
- 1964 : William Shakespeare: Hamlet, Prinz von Dänemark, dirección de Helmut Brennicke
- 1964 : Maria Matray; Answald Krüger: Waldhausstraße 20, dirección de Walter Ohm
- 1964 : Otto Heinrich Kühner: Die Übungspatrone, dirección de Walter Ohm
- 1966 : Arthur Conan Doyle: Der Hund der Baskervilles, dirección de Heinz-Günter Stamm
- 1980-1985 : Die Grandauers und ihre Zeit
- 1981 : Lars Gustafsson: Sigismund, dirección de Bernd Lau